# Rebelión de Vicente Guerrero
La Rebelión de Vicente Guerrero fue un hecho armado ocurrido entre 1830 y 1831, en el que el presidente Guerrero trató de defender su legitimidad tras haber sido derrocado por el vicepresidente Anastasio Bustamante. Guerrero se refugió en las montañas del Sur y fue apoyado por un antiguo insurgente de la región que había sido soldado de José María Morelos: Juan Álvarez. Víctima de la traición del marino italiano Francisco Picaluga, Guerrero fue sentenciado a muerte y ejecutado en Cuilapam el 14 de febrero de 1831. Otras rebeliones contemporáneas fueron los levantamientos del sur de Michoacán, mismos que se contextualizan entre las luchas del centralismo-federalismo de la primera mitad del siglo XIX durante la administración de Anastasio Bustamante, y que pugnaban por el regreso de Guerrero al poder.

## Antecedentes
Luego de que el general Vicente Guerrero tuviera que dejar la presidencia de la república en manos de José María Bocanegra con el fin de combatir a los insurrectos de la Rebelión del Ejército de Reserva y Protector de la Constitución y Leyes, éste sufrió un golpe de Estado, que lo obligó a escapar de los estados que apoyaban a Anastasio Bustamante hacia el sur del interior de la República. 
El 7 de enero, Antonio Pacheco Leal, quien era presidente del Senado y se había opuesto a conceder el permiso de salir a combatir a los insurrectos a Vicente Guerrero, presentó a la Cámara una proposición para que se declarase al general Guerrero imposibilitado para gobernar la república, como lo dice el acta respectiva. 
Se dio segunda lectura el 9 de enero, mientras que el 11 la Cámara recibió una carta de Vicente Guerrero que respondía a esta proposición, fechada en Tixtla, el 3 de enero, dando cuenta de su retirada a su estado natal y de los últimos acontecimientos públicos, exponía que permanecería ahí hasta que la voluntad popular no interrumpiera su sosiego, pues no le había parecido cuerdo permanecer en el campo de batalla con un ejército del que dirían estaría utilizando para el único motivo de su causa… y sentenció: Yo no conozco más causa que defender que la libertad de mi patria, que la soberanía de los estados y que el respeto a las instituciones juradas solemnemente… para defender éstos principios, desenvainaré mi espada, prescindiré de lo más caro y acabaré con gusto mi existencia.
La Cámara de senadores no dio valor alguno a la exposición de Guerrero, y abrieron discusión sobre el dictamen de las comisiones unidas de gobernación, presentada en sesión el 14 de enero por Pacheco Leal, siendo sus compañeros de comisión Franco Coronel, Tomás Vargas e Isidro Huarte. Todos, elaboraron un dictamen bastante amplio, que se resumía con su único artículo, El C. general Vicente Guerrero tiene imposibilidad moral para gobernar la República. El 18 de enero la Cámara aprobó el dictamen por 22 contra 3, y el acuerdo pasó a la de diputados, cuya comisión presentó su dictamen el 26 de enero, firmada por Domínguez Ortiz de León, Landa, Andrés Quintana Roo y Requena. La última, fue mucho menos desfavorable a Guerrero, pues los autores consideraban que no era necesario calificar de inmoral y loco a Guerrero, sino que bastaba declarar que su elección a presidente había sido producida luego de la Revolución de la Acordada contra la elección de Manuel Gómez Pedraza.

## Levantamiento del sur de Michoacán

### Rebelión de Salgado
No obstante, el gobernador de Michoacán, el general José Trinidad Salgado, se había atrevido a no reconocer la autoridad emanada del plan de Jalapa, y dispuso se moviera sobre la capital un numeroso Ejército por parte del Estado a las órdenes del coronel Juan José Codallos, hermano de Felipe Codallos. 
Salgado, que había salido con Codallos a Zamora, se vieron mermados con la deserción de Romero quedando Salgado con sólo con 600 hombres y expuesto a ataques de las tropas del Bajío, que a las órdenes del coronel Antonio García y posteriormente las de José Gabriel de Armijo, fueron destinadas a atacarle. Los rápidos triunfos de Anastasio Bustamante y la retirada de Vicente Guerrero al sur para proseguir su lucha, lo obligaron, pocos días después, ha someterse por el momento de las circunstancias de mala gana. Sólo pudo resistir el embate por 15 días, hasta que la noche del 23 se vio obligado a abandonar la plaza, sus tropas, fueron alcanzadas el 26 a seis leguas de Zamora y fue conducido a Morelia para ser juzgado en un consejo de Guerra. 
Sin embargo, para las fuerzas del gobierno no fue necesario solamente su sometimiento, pues enviaron a las fuerzas del general Luis Cortázar y Rábago a Morelia, esperando que entre ellos surgiera un conflicto que pudiera despojarle de su cargo al gobernador, hasta que Cortázar fue retirado y sustituido por otro jefe militar pues ambos tenían muy buena relación. 
Es entonces, que el 5 de marzo se desató el plan para tumbar de la gubernatura a Salgado, pues el Ayuntamiento de Morelia levantó un acta desconociendo como gobernador del Estado al general José Trinidad Salgado, y en consecuencia, decía el acto, desconocer sus órdenes en lo sucesivo. Por si fuera poco, la Cámara de Diputados el 13 de marzo aprobó un acuerdo en que exponía que era contrario el decreto expedido el 18 de agosto de 1829 por la legislatura de Michoacán, en cuanto nombró gobernador a Salgado, pues según ellos, era opuesto al artículo 159. 
Aquella destitución, sería la señal de una nueva rebelión, cuestión que si bien no lo ignoraba el gobierno, si daba poca importancia, pues el 7 de marzo, procedió a aprehender al diputado José María Alpuche, como jefe de la fracción oposicionista en la Cámara. Para esto, envió como pretexto el general Manuel Mier y Terán al Ministro de la Guerra José Antonio Facio, la carta que meses antes había enviado Alpuche a Mier y Terán, expresando su preocupación por la situación vivida en ese entonces.

### Rebelión de Codallos
Codallos salió de Morelia con dirección a Zamora con el fin de levantar fuerzas que en combinación con las de Vicente Romero, gobernador de San Luis Potosí, para que pudieran oponerse al gobierno de Bustamante. Sin embargo, Romero, que de acuerdo con su legislatura, había declarado que no obedecería a un poder usurpado como el de presidente de la República y que pedía que Lucas Alamán y José Antonio Facio fueran separados de sus cargos, por considerarlos antiliberales, desertó prontamente de la lucha pues cedió a las promesas del gobierno de Anastasio Bustamante, reconociendo la legitimada del mismo. 
Rendidas sus fuerzas, el gobierno dijo no sentirse en la necesidad de cumplir las promesas que habían ofrecido a Romero, deponiéndolo del cargo y disolviendo la legislatura, sin concederle recompensa alguna, había sido engañado, y Codallos, logró huir a la aprehensión de Salgado para continuar la lucha. 
Para el 11 de marzo, el coronel Juan José Codallos abrió la campaña contra Anastasio Bustamante, publicando en el Fuerte de Santiago o Cerro de Barrabás, un plan de restauración que ofrecía que las legislaturas, los gobernadores y demás funcionarios públicos despojados de sus puestos desde el 4 de diciembre de 1829, serían inmediatamente restituidos y que el Congreso General no conocería de las elecciones de los Estados, por ser de la competencia de estos.
Para cuando Vicente Guerrero, en marzo de 1830, había conseguido el apoyo de varios militares, Juan José Codallos se le aumentaba diariamente el número de soldados, y dependían de él varias partidas que se extendían hasta Colima y el Estado de Jalisco, bajo las órdenes del general Gordiano Guzmán y otros jefes menos conocidos, de manera que antes de dos meses, los partidarios de Vicente Guerrero ya contaban con una fuerza de más de tres mil hombres, aunque esparcida en diversos puntos. 
Estos hechos, sin duda alarmaron a los nuevos gobernantes, porque independientemente de que el Partido Popular se encontraba desorganizado, ante la gran persecución de sus principales jefes, aterrorizado por las medidas rigurosas que se tomaban, desprovisto de recursos por la deposición de las legislaturas y autoridades que tenían vínculos con el movimiento, gran parte del pueblo parecía hacer votos por el triunfo de las armas de Guerrero. 
Codallos, sin importar a la clase militar a que pertenecía, ni los atractivos que le presentaba el gobierno llamándolo a la obediencia, ni las exhortaciones de su hermano, Felipe Codallos, que se había distinguido por ser un ciego partidario de quien se encontrara en el poder, le hicieron desistirse de la causa que había abrazado sin recursos.

## Rebelión de Guerrero
Vicente Guerrero, por su parte, remitió cartas a los ayuntamientos de las poblaciones surianas con fecha de 24 de marzo, diciéndoles desde Zirándaro lo siguiente:

Tengo la satisfacción de manifestar a Ud. Que el día de hoy he llegado a éste pueblo con el objeto de unirme a la división del Sr. General Juan José Codallos. Cuando he tomado esta resolución, no ha sido con el objeto de defender mi causa, sino únicamente de la nación que se halla ultrajada en sus legitimas autoridades… las legislaturas de Querétaro, México, Oaxaca, Puebla, Veracruz y la de este estado, Michoacán, han sido con escándalo disueltas unas, declaradas convocantes otras… éstos hechos que atacan directamente el estado federal y la soberanía de los Estados, no me es dado verlos con indiferencia, y por lo mismo, como ciudadanos y soldado, considero uno de mis deberes el sostenerlos a todo trance, sacrificando mi existencia si es necesario. Para llevar a efecto lo que tengo expuesto, cuento con la cooperación de Ud. En cuanto esté en sus facultades, haciendo que los pueblos que estén bajo su dirección sean interiorizados de la justicia que me asiste para empuñar nuevamente la espada que había envainado, porque no se entendiera que me movía a ello el rastrero interés del mando. Tengo el honor de acompañar a Uds. el plan por el que se pronunció el citado Sr. Codallos.

La propaganda bustamantista hizo mofa de esto, ridiculizando a Guerrero, pues no lo consideraban ni buen ciudadano ni buen general, tachándolo de falso, de jugador y mujeriego… negaron que jamás hubiera tomado plaza alguna, y lo acusaron de haber andado huyendo de cerro en cerro, fugándose en todas sus acciones de los primeros disparos, añadiendo de que si en 1821, Agustín de Iturbide no lo hubiera sacado de las montanas del Sur, su nombre se hubiera perdido en la oscuridad de los hechos. 
No obstante, fue en vano toda ésta propaganda pues no pudieron retraer a los pueblos de la Costa Grande y del sur de Michoacán de continuar su lucha por Vicente Guerrero, quien desde Acapulco a Zacatula había mantenido la Independencia de México. A la aparición de su antiguo jefe, se fueron levantando el coronel Juan Álvarez, el coronel Luis Polanco y Reguera, los tenientes coroneles José María Gallardo, Juan José Aragón, Manuel Aivar y Galeana, Cesario Ramos y el Capitán Francisco Espíritu, comandante de la Compañía Permanente de Acapulco, que se dirigió a uno de los puntos más escondidos y seguros de la Sierra Madre. Por la parte de la Costa Chica, al mismo tiempo el coronel José Francisco Santa María se encargaba de levantar partidas de guerrillas en el Estado de Oaxaca, y a la parte de las montanas de Taxco, un antiguo guerrillero llamado Juan Cruz, que se puso a la cabeza de 600 hombres.
Nicolás Bravo fue nombrado General en Jefe de las tropas del gobierno, por lo que se dirigió con sus fuerzas al sur para combatir a Vicente Guerrero. Las divisiones de uno y otro entraron en acción en la segunda quincena de abril de 1830 en la Batalla de Venta Vieja, no habiendo producido efecto alguno la proclama dirigida a los habitantes del sur por Nicolás Bravo, fechada el 25 de marzo. Terminada la batalla, las fuerzas de Bravo y las guerreristas se vieron obligadas a retirarse, quedando la victoria indecisa.

## Represión Bustamantista
La prisión de Alpuche pareció no ser suficiente para el gobierno, quien se empeñaba en combatir a sus opositores en ambas Cámaras. Sobre estos hechos refiere Lorenzo de Zavala…

…muy grande era la diferencia entre las dos épocas y los dos eclesiásticos. El gobierno de Iturbide sólo amenazaba, el de Bustamante ejecutaba; Iturbide quería intimidar, el gabinete de Bustamante infundir terror; Iturbide creía que la gloria de su nombre  el recuerdo de sus grandes servicios serian suficientes para sostenerle; el gobierno de Bustamante debía desconfiar de su propio mérito, por decirlo así, y tenia necesidad de buscar apoyo en las mismas fuerzas y medidas a que debía su elevación; Iturbide se había propuesto dejar la memoria de sus pasadas atrocidades y temblaba con la sola idea de derramar sangre; el ministerio de Bustamante venía con el ánimo de ensayar un nuevo resorte, un resorte aún puesto en práctica después de hecha la independencia, el de presentar espectáculos de destierros y de sangre para hacerse temible.

Para el 23 de marzo, fueron arrestados el diputado Anastasio Zerecero, su hermano Mariano Zerecero, el general Figueroa, el coronel Pinzón y otros 14 individuos más, acusados de conspiración. Pocos días después fueron puestos en prisión el coronel Lucas Balderas, coronel de cívicos, Pedro Nava, José María Rivero, José María Santa Cruz, Rafael Gómez, José María Morales, Pampuché, Agustín Elguea, Nicolás Navarijo, Ignacio Vega y Agustín Gallegos, mismos que fueron puestos en libertad por no podérseles comprobar nada.
El cambio de las legislaturas y la reforma en otras provocaron que el Estado de Yucatán se obstinara a volver al orden federal. Bustamante, por su parte, disminuía la importancia de sus enemigos y les imputaba delitos para que fueran desacreditados.